# Toray Pan Pacific Open 1999 - Doppio
Il doppio del Toray Pan Pacific Open 1999 è stato un torneo di tennis facente parte del WTA Tour 1999.
Martina Hingis e Mirjana Lučić erano le detentrici del titolo, ma solo la Hingis ha partecipato in coppia con Jana Novotná.
La Hingis e la Novotná hanno perso in finale contro 6–2, 6–3 Lindsay Davenport e Nataša Zvereva.

## Teste di serie
1. Martina Hingis /  Jana Novotná (finale)
2. Lindsay Davenport /  Nataša Zvereva (campionesse)
3. Lisa Raymond /  Rennae Stubbs (quarti di finale)
4. Elena Lichovceva /  Ai Sugiyama (quarti di finale)

## Tabellone

### Legenda
| - Q = Qualificato - WC = Wild card - LL = Lucky loser | - ALT = Alternate - SE = Special Exempt - PR = Protected Ranking | - w/o = Walkover - r = Ritirato - d = Squalificato |